# صوفيا جانك
صوفيا جانك (من مواليد 1 مارس 1999) هي عداءة ألمانية تم اختيارها لفريق التتابع السريع الألماني في دورة الألعاب الأولمبية الصيفية 2024 في باريس، حيث شاركت الفريق في تجاوز مرحلة التصفيات وتأهل للنهائيات سباق سباق 4 × 100 متر تتابع وتحقيق الميدالية البرونزية. من قبل الفريق الألماني ألكساندرا بورغهارت، ليزا ماير، جينا لوكنكيمبر، ريبيكا هاس.